# Diocesi di Ketapang
La diocesi di Ketapang (in latino Dioecesis Ketapangensis) è una sede della Chiesa cattolica in Indonesia suffraganea dell'arcidiocesi di Pontianak. Nel 2021 contava 134.347 battezzati su  604.188 abitanti. È retta dal vescovo Pius Riana Prapdi.

## Territorio
La diocesi comprende la reggenza di Ketapang nel Kalimantan Occidentale sull'isola di Borneo.
Sede vescovile è la città di Ketapang, dove si trova la cattedrale di Santa Gemma Galgani.
Il territorio si estende su 35.809 km² ed è suddiviso in 23 parrocchie.

## Storia
La prefettura apostolica di Ketapang fu eretta il 14 giugno 1954 con la bolla Quandoquidem Dei di papa Pio XII, ricavandone il territorio dal vicariato apostolico di Pontianak (oggi arcidiocesi).
Il 3 gennaio 1961 la prefettura apostolica è stata elevata a diocesi con la bolla Quod Christus di papa Giovanni XXIII.
Il 9 aprile 1968 ha ceduto una porzione del suo territorio a vantaggio dell'erezione della prefettura apostolica di Sekadau (oggi diocesi di Sanggau).

## Cronotassi dei vescovi
Si omettono i periodi di sede vacante non superiori ai 2 anni o non storicamente accertati.
- Gabriel Willem Sillekens, C.P. † (25 agosto 1954 - 15 marzo 1979 dimesso)
- Blasius Pujoraharja (15 marzo 1979 - 25 giugno 2012 ritirato)
- Pius Riana Prapdi, dal 25 giugno 2012

## Statistiche
La diocesi nel 2021 su una popolazione di 604.188 persone contava 134.347 battezzati, corrispondenti al 22,2% del totale.
| anno | popolazione | popolazione | popolazione | presbiteri | presbiteri | presbiteri | presbiteri                | diaconi | religiosi | religiosi | parrocchie |
| anno | battezzati  | totale      | %           | numero     | secolari   | regolari   | battezzati per presbitero | diaconi | uomini    | donne     | parrocchie |
| ---- | ----------- | ----------- | ----------- | ---------- | ---------- | ---------- | ------------------------- | ------- | --------- | --------- | ---------- |
| 1969 | 5.729       | 204.182     | 2,8         | 19         | 1          | 18         | 301                       |         | 30        | 28        | 7          |
| 1980 | 19.593      | 230.000     | 8,5         | 17         | 1          | 16         | 1.152                     |         | 35        | 35        |            |
| 1990 | 40.953      | 308.361     | 13,3        | 17         | 10         | 7          | 2.409                     |         | 25        | 26        | 12         |
| 1999 | 73.747      | 397.357     | 18,6        | 25         | 19         | 6          | 2.949                     |         | 26        | 122       | 14         |
| 2000 | 75.247      | 411.705     | 18,3        | 27         | 20         | 7          | 2.786                     |         | 16        | 122       | 14         |
| 2001 | 71.726      | 407.326     | 17,6        | 26         | 20         | 6          | 2.758                     |         | 15        | 122       | 16         |
| 2002 | 76.969      | 423.928     | 18,2        | 28         | 19         | 9          | 2.748                     |         | 15        | 131       | 17         |
| 2003 | 80.672      | 435.475     | 18,5        | 27         | 17         | 10         | 2.987                     |         | 21        | 126       | 16         |
| 2004 | 84.297      | 438.475     | 19,2        | 30         | 19         | 11         | 2.809                     |         | 29        | 87        | 15         |
| 2006 | 88.301      | 431.000     | 20,5        | 26         | 16         | 10         | 3.396                     |         | 24        | 110       | 17         |
| 2013 | 115.905     | 605.000     | 19,2        | 33         | 22         | 11         | 3.512                     |         | 27        | 74        | 20         |
| 2016 | 117.285     | 627.000     | 18,7        | 40         | 29         | 11         | 2.932                     |         | 23        | 132       | 20         |
| 2019 | 134.347     | 604.188     | 22,2        | 47         | 33         | 14         | 2.858                     |         | 27        | 139       | 21         |
| 2021 | 134.347     | 604.188     | 22,2        | 47         | 33         | 14         | 2.858                     |         | 27        | 139       | 23         |